# Прикіл (річка)
Прикіл — річка в Україні, у Сумському районі Сумської області. Права притока Рибиці (басейн Дніпра).

## Опис
Довжина річки 11 км., похил річки — 4,8 м/км. Площа басейну 48,7 км².

## Розташування
Бере початок у Петрушівці. Тече переважно на північний захід через Великий Прикіл і у Малій Рибиці впадає у річку Рибицю, ліву притоку Псла.

## Притоки
- Яр Березовий - один із витоків у селі Петрушівка
- Яр Лука - один із витоків у селі Петрушівка
- Яр Д'яконов - права притока